# Oliver Dupont
Oliver Dupont (Frederiksberg, 16 de enero de 1990) es un deportista danés que compite en curling. Sus hermanas Denise y Madeleine compiten en el mismo deporte.
Ganó una medalla de plata en el Campeonato Mundial de Curling Masculino de 2016.

## Palmarés internacional
| Campeonato Mundial | Campeonato Mundial | Campeonato Mundial | Campeonato Mundial |
| Año                | Lugar              | Medalla            | Prueba             |
| ------------------ | ------------------ | ------------------ | ------------------ |
| 2016               | Basilea (Suiza)    | Medalla de plata   | Equipo             |